# Affinität (Philosophie)
Der Ausdruck Affinität kann in philosophischer Fachliteratur im Detail in unterschiedlichem Sinne verwendet werden, um eine Nähe, Annäherbarkeit oder Verknüpfbarkeit zweier Objekte, Eigenschaften, Begriffe oder Vorstellungen zu bezeichnen. 
Kant unterscheidet „empirische Affinität“ – die Verknüpfbarkeit von Vorstellungen, welche durch eine Verknüpftheit im erscheinenden Gegenstand gegründet ist – und „transzendentale Affinität“ – die Verknüpfbarkeit von Vorstellungen, welche durch eine Einheit im Selbstbewusstsein ermöglicht und wiederum Grundlage der empirischen Affinität ist.
Jakob Friedrich Fries spricht von „Affinität“, wenn zwischen zwei Klassen von Objekten bzw. Begriffen ein steter Übergang denkbar ist.